# Sema-tauy

El sema-tauy con dos dioses independientes Hapi que representan a las dos regiones de Egipto.

El Sema-tauy o Sema-taui era un símbolo que representaba la unión del Alto y Bajo Egipto.

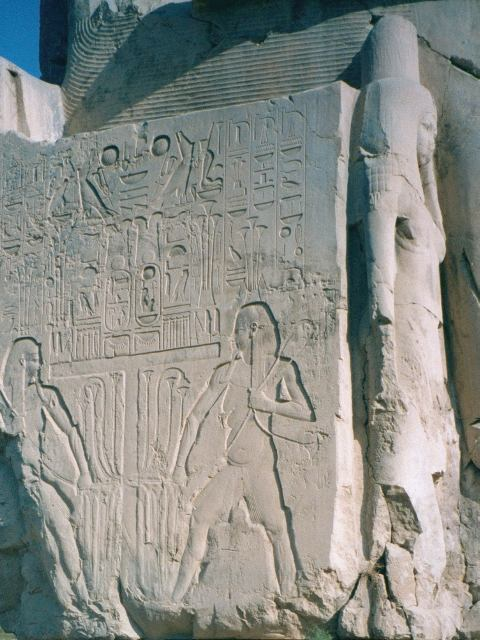
Sema-taui en el trono de Amenhotep III en los Colosos de Memnon, con el dios Hapi duplicado.

Está compuesto por las dos plantas heráldicas de estas regiones, la flor de loto (Alto Egipto) y el papiro (Bajo Egipto), atadas con el jeroglífico sema que simbolizaba la "unión", por medio de la tráquea y los pulmones. La primera representación conocida data de los tiempos del faraón Den de la Dinastía I.
El acto de atar las dos plantas era representado como siendo realizado por dos dioses egipcios. A menudo, el dios era Hapi, divinidad del Nilo, que aparecía doble, pero también podría ser Tot y Horus o la dualidad de dioses antagónicos Horus y Seth.
El sema-tauy se encontraba representado en varios objetos, como en los laterales de los tronos de las estatuas sedentes de los faraones Kefrén o Micerinos, o en los bajorrelieves de los templos.
Como amuleto que se colocaba sobre el difunto, significaba que su cuerpo siempre permanecería unido para disfrutar de la vida eterna.
También era la segunda de las tres ceremonias que se celebraban para entronizar a un faraón, después de haber proclamado su titulatura, y haber realizado una serie de purificaciones, que mediante el entrelazado de papiros y lotos en un sema de madera, representaba la unión de las dos tierras y quedaba el faraón bajo la protección de las dos plantas heráldicas.
| F36 |

| F36 |